# Twisted Sister
Twisted Sister — американская глэм-метал-группа из Нью-Йорка.
Несмотря на хороший потенциал, «Twisted Sister», основанные Френчем в 1972 и вначале исполнявшие в основном кавер-версии песен известных глэм-рокеров, смогли стать популярными только через десять лет после начала своей карьеры.

## История

### Ранние годы

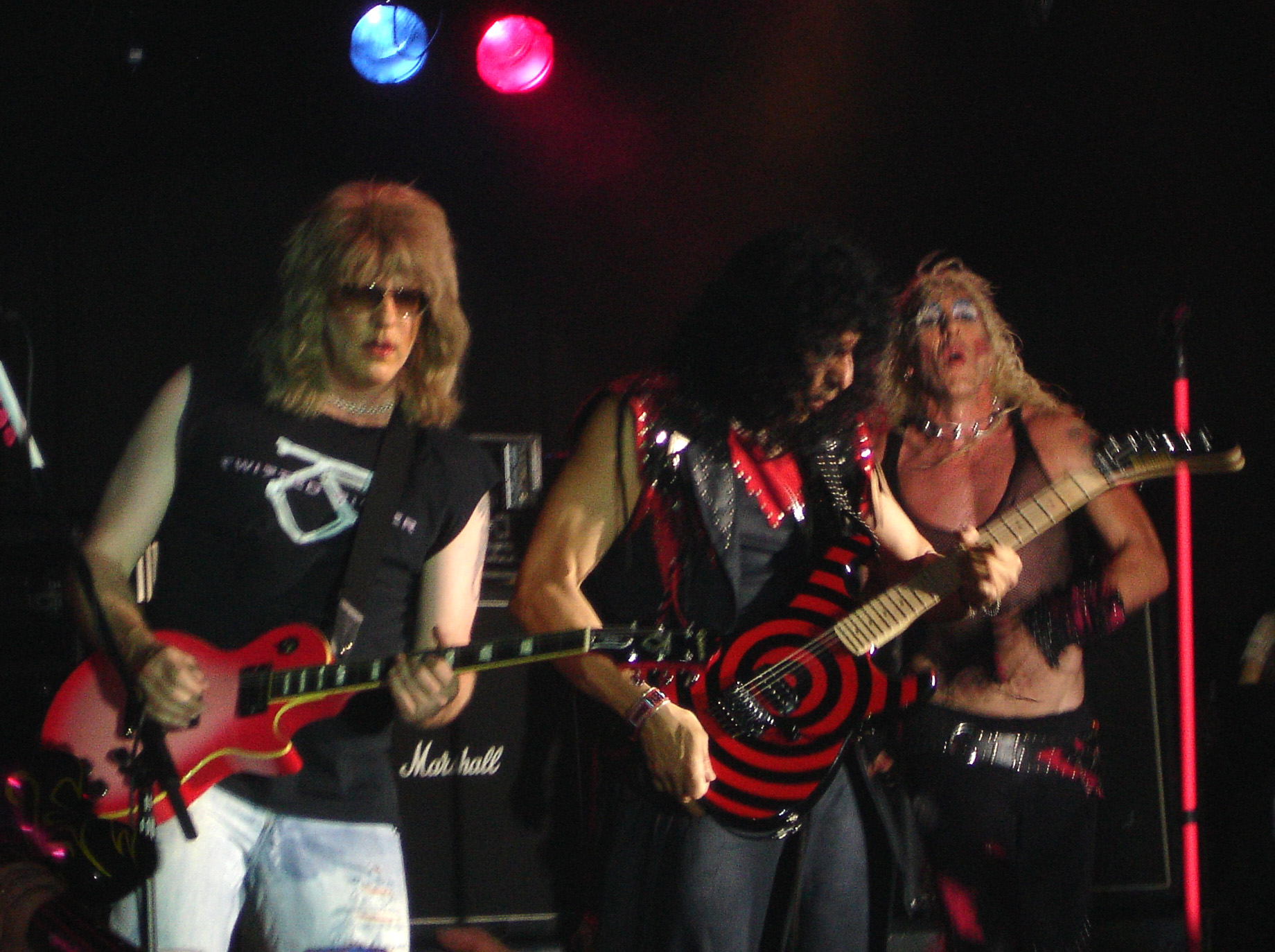
Группа в классическом образе 80-х годов

Группа «Twisted Sister» основана Френчем в 1972 г. и вначале исполняла в основном кавер-версии песен известных глэм-рокеров.
В начале карьеры её преследовала постоянная смена состава. Относительно стабильный состав сформировался только в конце 1975 года, когда в группе появились гитарист Эдди Охеда, басист Кеннет Харрисон Нил и барабанщик Кевин Джон Грэйс. А вот с вокалистами «Twisted Sister» испытывали постоянные проблемы, пока в 1976 году группу не возглавил Ди Снайдер, который оказался не только отличным фронтменом, но и талантливым композитором. Снайдер писал бо́льшую часть песен и довольно быстро вывел группу на передний край местной сцены.
Таким образом, наибольшую известность группа получила в составе: Ди Снайдер (вокал), Эдди Охеда (гитара), Марк «Животное» Мендоса (бас), Джей Джей Френч (гитара) и Тони Петри (ударные).
Творчество группы с самого начала находилось под влиянием классиков глэм-рока и шок-рока: New York Dolls, Kiss и Элиса Купера.
На концертах Ди Снайдер применял театральные (с несколько комедийным подходом) маски и пиротехнику, активно использовал грим, маскарадные костюмы. В музыке «Twisted sister» комбинировали провокационную лирику, во многом рассчитанную на подростков, и глухие хоры с жёстким, металлическим рок-н-роллом. Группа выступала неизменно в вызывающих глэм-нарядах, постепенно сформировав лозунг «Look like women, talk like men, play like motherfuckers!» («Выглядеть как женщины, разговаривать как мужики, играть как засранцы!») и большое сообщество фанатов «Sick Motherfuckin' Friends of Twisted Sister», позже сократившее своё название до «SMF». К началу 1980-х группа уже собирала внушительную аудиторию, но не могла добиться контракта из-за своего сумасшедшего имиджа.

### 1980—1997
Перед записью дебютного альбома Under the Blade (1982) место ударника занял Эй-Джей Перо. Диск, записанный на независимом лейбле «Secret» фирмы Atlantic Records, имел успех в Англии. Группа выступала на фестивале в Рединге и участвовала в телешоу «Труба» в 1982 году. Яркие шоу и талантливые тексты, большинство из которых затрагивало жизнь тинэйджеров, были основным козырем группы в период обретения популярности.
Композиция «I Am, I’m Me» из альбома You Can’t Stop Rock ’n’ Roll достигла 18-го места в британских чартах. В том же 1983 году группа приняла участие в рок-фестивале Donington.
Самым большим успехом «Twisted Sister» стал альбом Stay Hungry, который вошёл в Топ-20 в Америке и Европе, а видеоклипы активно ротировались на MTV. Следующий альбом, Come Out and Play, публика встретила довольно прохладно, и тур в его поддержку был провален. Трое гитаристов едва справлялись с возложенной на них задачей, что сказывалось на звучании группы. После провала Come Out and Play ударник Перо ушёл из «Twisted Sister» и вернулся в свою прежнюю группу «Cities». Вместо него в группу пришел Джой «Севен» Франко (экс-«Good Rats»). После ухода Перо отношения между музыкантами сильно испортились, Снайдер поссорился с Френчем и пытался выгнать его из группы.
Следующий альбом, Love Is for Suckers (1987), изначально задумывался как сольный диск Снайдера; стиль группы на нём сменился на более мелодичный. Альбом также оказался неудачным, Atlantic разорвала с «Сёстрами» контракт, и в 1987 году группа развалилась.
Ди Снайдер с экс-гитаристом Гиллана Берни Тормом создал новый проект «Desperado». Впоследствии Ди Снайдер имел успех в качестве хэви-метал диджея, а также написал книжку с советами для тинэйджеров, получившую название «Курс выживания для подростков», в неплохом переводе отдельными фрагментами печаталась в журнале Ровесник.
«Twisted Sister» ненадолго воссоединялась в 1997 г., чтобы сделать запись саундтрека для фильма Ди Снайдера «Strangeland».

### Воссоединения

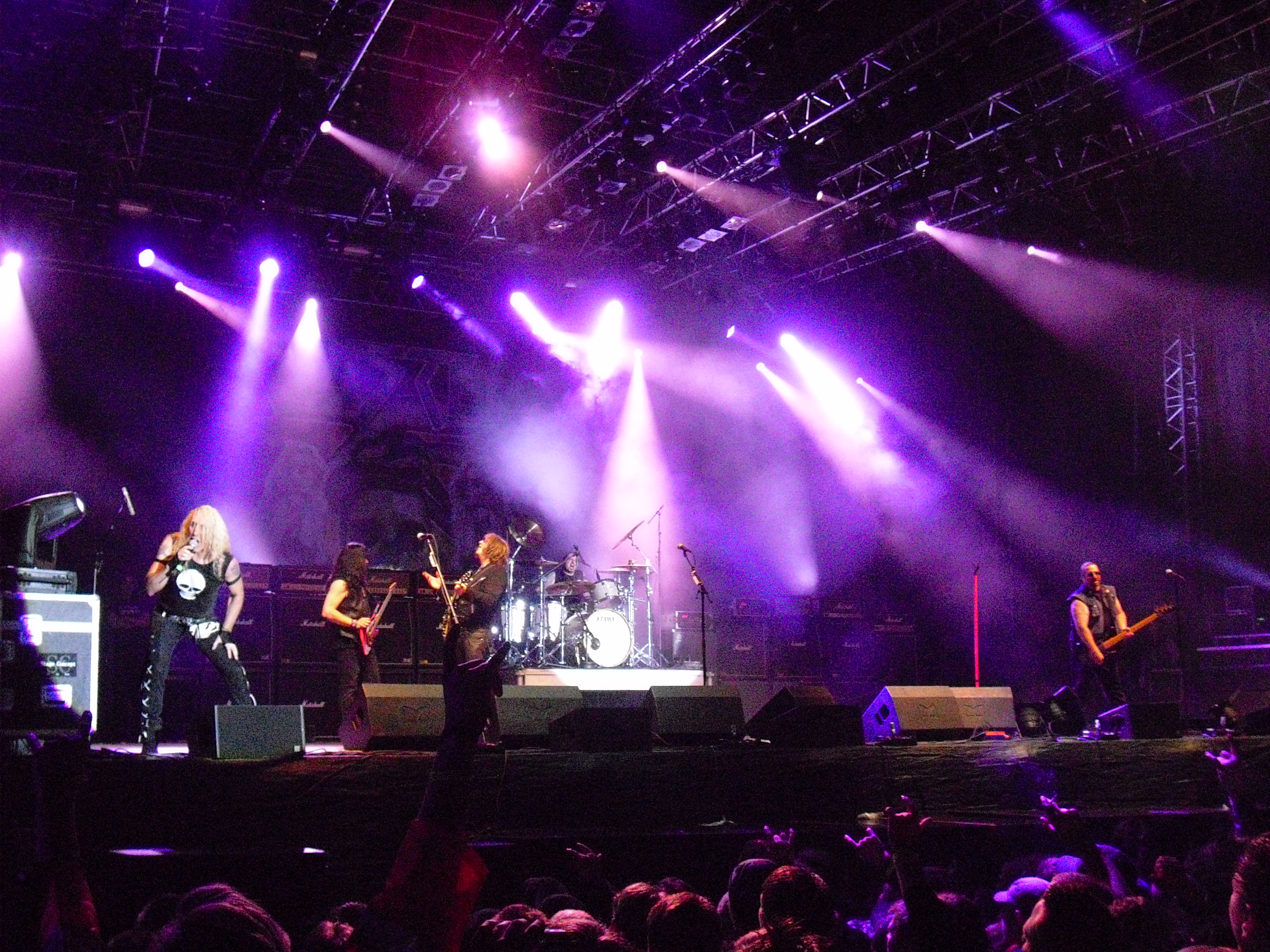
Выступление в Норвегии, 2010 год

По прошествии 14 лет, 28 ноября 2001 года, Twisted Sister воссоединились в оригинальном составе для выступления в Hammerstein Ballroom, Нью-Йорк, посвящённому жертвам теракта 11 сентября. В 2003 году Twisted Sister выступили на фестивале Wacken Open Air; концерт был издан на CD и DVD под названием Live at Wacken: The Reunion. В 2004 году группа переиздала свой лучший альбом Stay Hungry в собственной продюсерской обработке под названием Still Hungry, а также провела видеосъёмку концерта в зале «Astoria». В 2006 вышел альбом A Twisted Christmas, на котором собраны метал-обработки рождественских песен.
Весной 2011 года был анонсирован первый в истории российский концерт Twisted Sister, который состоялся 1 августа 2011 года в московском клубе «Arena» и являлся завершающим в мировом турне 2011 года. 5 июля 2012 года группа вторично посетила Москву.
20 марта 2015 года скончался барабанщик Эй Джей Перо. Спустя две недели группа объявила о прощальном туре «Forty and Fuck It», который продлился до 2016 года. Последним ударником в составе коллектива объявлен Майк Портной. Последний концерт был сыгран 12 ноября 2016 года в Монтеррее.
26 января 2023 года Twisted Sister воссоединились, когда их ввели в Зал славы металла в клубе The Canyon Club в Агура-Хиллз. На мероприятии они исполнили специальный разовый сет из трех песен, в котором снова приняли участие барабанщик Майк Портной, заменивший Эй Джей Перо, и гитарист Кит Роберт Уор, который заменил Эдди Охеду после заражения COVID-19. 7 апреля 2023 года Ди Снайдер объявил, что группа воссоединится в 2024 году, чтобы выступить на различных политических митингах демократов во время избирательного сезона 2024 года. 8 апреля 2024 года Снайдер заявил в подкасте «The Hook Rocks!», что предложения о воссоединении, которые получает группа, «приближаются к тому, что от них невозможно отказаться». Хотя он повторил, что цифры «пока не достигнуты», они «определённо, похоже, движутся в этом направлении».

## Дискография
Студийные альбомы
- Under the Blade[англ.] (1982)

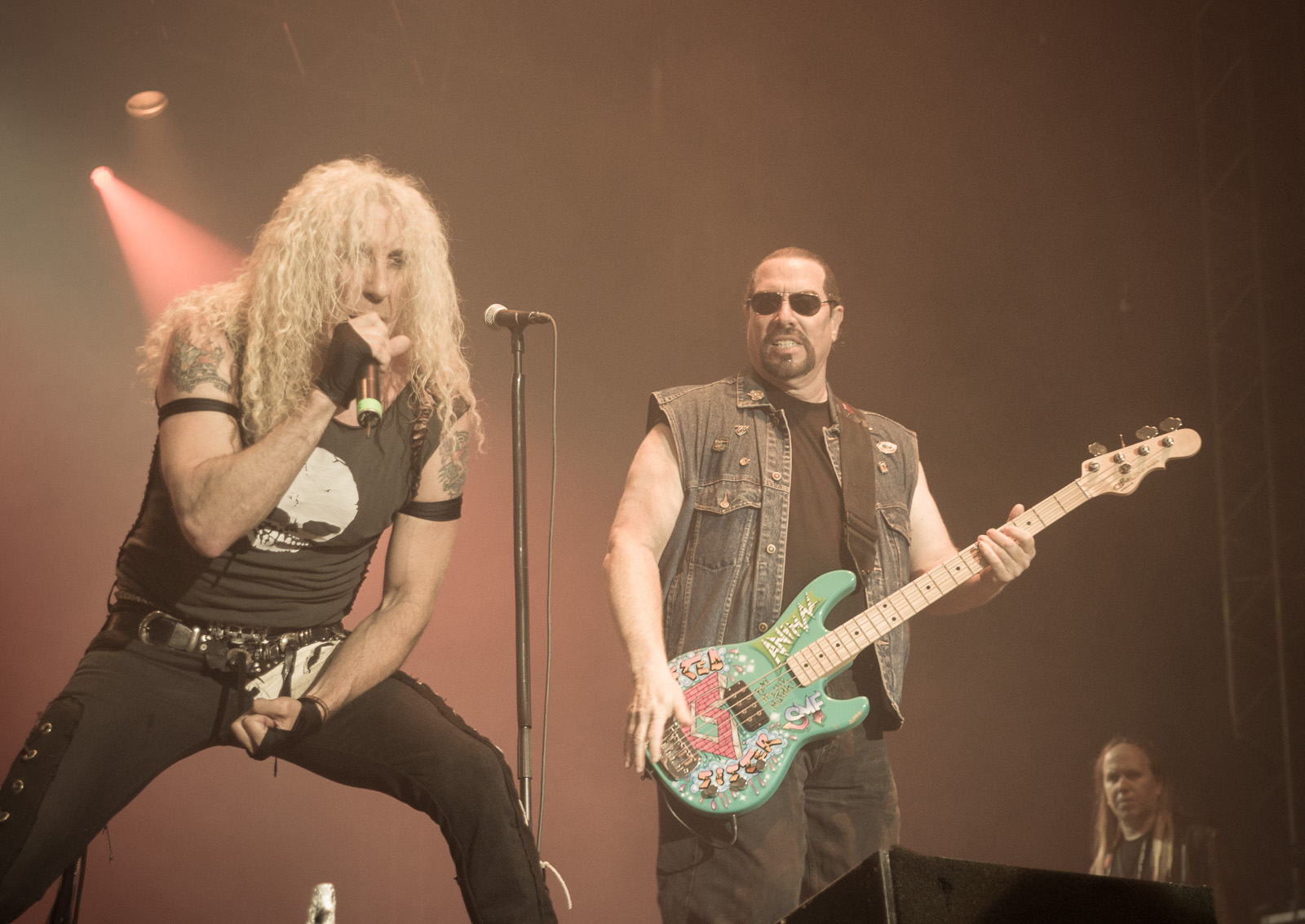
Norway Rock 2010

- You Can’t Stop Rock ’n’ Roll (1983)
- Stay Hungry (1984)
- Come Out and Play (1985)
- Love Is for Suckers (1987)
- Still Hungry (2004)
- A Twisted Christmas (2006)

 Мини-альбомы 
- Ruff Cutts (1982)

Сборники
- Big Hits and Nasty Cuts: The Best of Twisted Sister (1992)
- We’re Not Gonna Take It (1999)
- The Essentials (2002)

Концертные альбомы
- Live at Hammersmith (1994)
- Club Daze Volume 1: The Studio Sessions (1999)
- Club Daze Volume II: Live in the Bars (2001)
- Live at Wacken: The Reunion (2006)
- A Twisted Christmas — Live (2007)
- Live at the Astoria (2008)
- Live at the Marquee (2011)
- A Twisted X-Mas: Live in Las Vegas (2011)[21]

### Выпуски VHS\DVD
- Stay Hungry Tour (VHS, 1984)
- Come Out and Play (VHS, 1985)
- Live at Wacken: The Reunion (DVD, 2004)
- Twisted Sister: The Video Years (DVD, 2007)
- Twisted Sister: A Twisted Christmas Live (DVD, 2007)
- Live At Bang Your Head!!! (DVD, 2008)
- Live At The Astoria (DVD, 2008)
- Double Live: Northstage ’82 & Ny Steel ’01 (DVD, 2011)[22]
- A Twisted X-Mas: Live in Las Vegas (2011)
- Metal Meltdown — Live From The Hard Rock Casino Las Vegas (Blu-ray, CD/DVD, 2016)

## Состав

### Самый известный состав
- Джей Джей Френч — ритм-гитара, соло-гитара, бэк-вокал (1972—1987, 1988, 1997, 2001, 2002, 2003—2016, 2023)
- Эдди Охеда — соло-гитара, ритм-гитара, бэк-вокал (1975—1987, 1988, 1997, 2001, 2002, 2003—2016)
- Ди Снайдер — ведущий вокал (1976—1987, 1988, 1997, 2001, 2002, 2003—2016, 2023)
- Марк Мендоза — бас-гитара, бэк-вокал (1978—1987, 1988, 1997, 2001, 2002, 2003—2016, 2023)
- Эй. Джей. Пиро — ударные, перкуссия, бэк-вокал (1982—1986, 1997, 2001, 2002, 2003—2015; умер в 2015)

### Прочие участники
- Кенни Нил — бас-гитара (1973—1978)
- Мел Андерсон — ударные (1973—1975)
- Майкл О’Нил — вокал (1973—1974)
- Билли Стейгер — соло-гитара, ритм-гитара (1973—1974)
- Кит Анджелино — соло-гитара, ритм-гитара (1975)
- Франк Каруба — вокал (1975)
- Кевин Джон Грейс — ударные (1975—1976)
- Тони Петри — ударные (1976—1980)
- Ричи Титер — ударные (1980—1981; умер в 2012)
- Джоуи Бригтон — ударные (1981—1982; умер в 2010)
- Уолт Вудворд-третий — ударные, бэк-вокал (1982; умер в 2010)
- Джоуи Франко — ударные (1987—1988)
- Майк Портной — ударные (2015—2016, 2023)
- Кит Роберт Уор — соло и ритм-гитара (2023)

## Факты
- Арнольд Шварценеггер использовал песню «We’re Not Gonna Take It» в своей предвыборной кампании 2003 года[23]. В президентской кампании 2012 года республиканский кандидат в вице-президенты Пол Райан использовал эту песню до тех пор, пока Ди Снайдер не осудил это[24].
- Так же эта песня используется как саундтрек в фильме «Первому игроку приготовиться».
- Песня «I Wanna Rock» используется как саундтрек на радиостанции V-Rock в игре Grand Theft Auto: Vice City. Также эта песня является заглавной темой игры Will Rock, присутствует в игре Guitar Hero: Smash Hits и среди саундтреков в Burnout Paradise, а также входит в саундтреки к фильмам «Рокер» (The Rocker), «Рок на века» и «Дорожное приключение» (Road Trip), и сериала «Физрук».
- Песни «I Wanna Rock» и «We’re Not Gonna Take It» используются как саундтрек к российскому веб-мультсериалу «Metal Family» Также в честь Ди Снайдера был назван один из главных персонажей этого сериала — старший сын Ди.